# Campeonato Asiático de Handebol Feminino de 2000
O Campeonato Asiático de Handebol Feminino de 2000 foi a sexta edição do principal campeonato de andebol (português europeu) ou handebol (português brasileiro) feminino do continente asiático. A China foi o país sede e os jogos ocorreram na cidade de Xangai.
A Coreia do Sul foi campeã pela oitava vez, com o Japão segundo e a Coreia do Norte terceiro.